# Arniocera elliptica
Arniocera elliptica är en fjärilsart som beskrevs av Sergius G. Kiriakoff 1954. Arniocera elliptica ingår i släktet Arniocera och familjen Thyrididae. Inga underarter finns listade i Catalogue of Life.